# Fine Line (альбом)
Fine Line — другий студійний альбом англійського співака та автора пісень Гаррі Стайлса, випущений 13 грудня 2019 року компаніями Columbia та Erskine Records. Теми альбому пов'язані з розлукою, щастям і, як Стайлс сказав сам, «сексом і відчуттям суму». Жанр альбому — поп-рок з елементами прог-попу, психоделічної поп-музики, фольку, соулу, фанку та інді-попу .
Включаючи шість синглів: «Lights up», «Adore You», «Falling», «Watermelon Sugar», «Golden» та «Treat People with Kindness» — альбом «Fine Line» дебютував на третьому місці в UK Albums Chart та на першому місці Billboard 200, зробивши другий альбом Стайлса альбомом номер-один у США. Альбом став третім за обсягом продажів за тиждень 2019 року в США та побив рекорд найбільшого дебюту британського виконавця-чоловіка з початку існування Nielsen SoundScan, продавши 478 000 еквівалентів альбому. Він був сертифікований подвійною платиною в США для комбінованих продажів та еквівалентів альбому, що перевищує два мільйони одиниць у країні.
Fine Line загалом отримав позитивні відгуки від музичних критиків, особливо щодо його виробництва та стилістичних впливів. Він був номінований на альбом року на премії Brit Awards 2020, а також на найкращий вокальний альбом поп-музики на премії Греммі 2021 року. Альбом також отримав премію «Греммі» за найкраще поп-сольне виконання та «Brit Awards» за британський сингл року за «Watermelon Sugar» разом з «Adore You» у категорії «Найкраще музичне відео». У 2020 році Rolling Stone помістив альбом на 491 місце у списку 500 найкращих альбомів усіх часів.

## Написання альбому
В інтерв'ю з Rolling Stone, опублікованому 26 серпня 2019 року, повідомлялося, що співак вносив «останні штрихи» в свій альбом, у якому, за словами Стайлса, «все про секс і сум». Також було описано, що альбом містить його «найжорсткіші та найдушевніші пісні». При цьому Стайлс заявив, що хоче бути веселішим та авантюрнішим у порівнянні зі своїм одноіменним дебютним альбомом.
Велика частина альбому була натхненна стосунками Стайлса з моделлю Каміль Роу. Після розпаду пари продюсер і письменник Кід Гарпун закликав Стайлса боротися зі своїми емоціями, написавши про них пісні. Під час запису Стайлса надихали Девід Боуї, Ван Моррісон, Пол Маккартні та Джоні Мітчелл, чий альбом «Blue» (1971) та використання ним цимбалів особливо вплинули на музичний стиль альбому. Стайлс знайшов жінку, яка виготовила цимбали, використані в альбомі Мітчелла, і попросив уроки. Вона виготовила цимбали спеціально для Стайлса, які використовувалися під час запису альбому. Стайлс використовував «гриби» під час запису.

## Випуск та просування
Альбом був випущений 13 грудня 2019 року компаніями Columbia та Erskine. Це другий альбом Стайлса, що вийшов під цими лейблами. Стандартне видання було випущене на компакт-диску, вінілі, для цифрового завантаження та потокової передачі. Незадовго до випуску провідного синглу альбому «Lights Up» альбом просували білборди з підписом: «Чи знаєш ти, хто ти?» у кількох містах світу. Маркетинг туристичного агентства в Ероді, острові, який вигадала команда Стайлса, почав з'являтися в соціальних мережах, а також на сайті острова. Стайлс співпрацював зі Spotify, щоб організувати ексклюзивний захід для фанатів, який відбудеться у невідомому місці в Лос-Анджелесі на приватній вечірці, де шанувальники відвідають Ероду. Це була спеціально розроблена тема для його синглу «Adore You».
Стайлс просував свій альбом як ведучий та музичний гість на телеканалі NBC Saturday Night Live в епізоді, який вийшов 16 листопада. Напередодні виходу альбому 10 грудня Стайлс також був запрошений як ведучий в The Late Late Show разом з Джеймсом Корденом. Щоб відсвяткувати випуск альбому та збільшити продажі альбому, Стайлс провів шоу на The Forum у Лос-Анджелесі, яке тривало лише одну ніч 13 грудня, що збіглося з випуском альбому. Стайлс дозволив шанувальникам попередньо замовити його альбом і надав їм код, щоб вони мали можливість купити квитки і побачити його на шоу, всього за 25 доларів. Після шоу в Лос -Анджелесі відбулося ще одне шоу в Electric Ballroom в Лондоні 19 грудня разом з британським репером Стормзі як спеціальним гостем. Альбом просувається разом з Love On Tour.

### Сингли
«Lights Up», провідний сингл з альбому, був випущений 11 жовтня 2019 року, дебютувавши під номером 3 в чарті UK Singles Chart. За словами музичного критика Джона Караманіки, у пісні є «вхід у поп-стрім із м'яким дотиком». Пісня дебютувала під номером 17 в Billboard Hot 100.
2 грудня Стайлс випустив трейлер другого синглу альбому «Adore You». Пісня та кліп на неї були опубліковані 6 грудня, разом з розширеною версію кліпу, в якому розповідь вела іспанська співачка Розалія. «Adore You» досягла шостого місця в Billboard Hot 100, ставши його першим синглом, який увійшов в десятку найкращих у країні, після його сольного дебютного синглу «Sign of the Times». На батьківщині співака, Великій Британії, пісня зайняла сьоме місце.
Кліп на пісню «Falling» вийшов 28 лютого. 7 березня 2020 року пісня була офіційно випущена як третій сингл альбому у Великій Британії. Займаючи 15 місце в чарті UK Singles Chart, ця пісня стала третім поспіль синглом з альбому, що ввійшов у топ-п'ятнадцять. Крім того, він зайняв 62 місце в Billboard Hot 100.
«Watermelon Sugar» був випущений як четвертий сингл альбому 15 травня 2020 року. Спочатку він був випущений як рекламний сингл 16 листопада 2019 року; Стайлс виконував «Watermelon Sugar» у Saturday Night Live. Посідаючи четверте місце в UK Singles Chart, пісня стала третім синглом з альбому, що увійшов в десятку найкращих. Крім того, він зайняв перше місце в США, зробивши його першим синглом Стайлса, що здобув найвищу позицію в країні.
«Golden» потрапила на радіостанцію UK contemporary hit 23 жовтня 2020 року, а потім на радіостанції US adult pop 26 жовтня 2020 року та в Top 40 наступного дня як п'ятий сингл альбому.
1 січня 2021 року Стайлс випустив музичний кліп на пісню «Treat People with Kindness», у якому знялася актриса Фібі Уоллер-Бридж. Пізніше пісня з'явилася на радіо Великої Британії 9 січня 2021 року як шостий сингл альбому.

## Музичний стиль
Fine Line — це, перш за все, поп-рок платівка, що включає елементи прог-попу, психоделічної поп-музики, фолку, соулу, фанку та інді-попу.

## Оцінка критиків
Fine Line загалом отримав позитивні відгуки від критиків. На сайті Metacritic, альбом має середню оцінку 76 із 100 на основі 20 відгуків.
Олександра Поллард з The Independent заявила, що «можливо, він і не досягає вершин сексуальності чи смутку, але Fine Line — чудовий альбом». Ханна Мілреа з NME визнала альбом «цілковитою радістю», назвавши його «елегантним поєднанням впливу колишнього бойбанда, гладкої сучасної поп-музики та його власної шахрайської чарівності». Реа Макнамара з журналу NOW високо оцінила рішення Стайлса схилитися до «бурхливої, душевної поп-музики» та назвала «Sunflower, Vol. 6» найкращим треком альбому. Пишучи для Rolling Stone, Нік Катуччі назвав альбом «чудовим» і висловив думку, що «якщо існує нетоксична мужність, то Гаррі Стайлс, можливо, знайшов її». Девід Сміт з «Evening Standard» зауважив, що, хоча музика Стайлса не може «відповідати блискучим образам його профілів у пресі», його другий альбом — «вагомий аргумент на користь того, що він найцікавіший втікач із бойз-бенду».
Джон Парелес з The New York Times назвав постановку «tour-de-force» і похвалив те, що «Стайлс підносить звук, а не образ». Кріс Уілман з Variety зазначив, що, всупереч опису Стайлсом, чуттєвість і меланхолія в альбомі «трохи приглушені», а Стайлс «все ще застряг» в епосі класичного року, яку він «недбало називає своєю власною». Брайан Роллі з Consequence of Sound назвав Fine Line «повітряним, меланхолійним альбомом, який дипломатично звертається до душевного болю, але відмовляється поринути в нього», похваливши його чесне написання пісень, але нарікаючи на брак енергії у його вокальному виконанні. Ніл Маккормік у The Daily Telegraph охарактеризував альбом як «чарівний, але беззмістовний», а Марк Річардсон з The Wall Street Journal назвав його «серйозним, відвертим і зробленим з блиском», але «скоріше наслідуючим, ніж оригінальним», що не пропонує «ніякої свіжої перспективи». У змішаному огляді Джеремі Д. Ларсон з Pitchfork описав «фактичне звучання» Fine Line «неймовірним», оскільки вплив Стайлса пронизує запис, але вважав його написання пісень поверховим і позбавленим уяви. Точно так само писав Том Халл, що це «здається безглуздим, навіть коли він вигадує щось, що запам'ятовується, хоча насправді, чим краще запам'ятовується, тим більше це дратує».

### Списки за підсумками року
| Публікація    | Список                                  | Ранг              | Пос.   |
| ------------- | --------------------------------------- | ----------------- | ------ |
| Esquire       | 50 найкращих альбомів 2019 року         | Звання не надано  | [ 57 ] |
| GQ            | Альбоми, які зробили 2019 чудовим знову | «Особлива згадка» | [ 58 ] |
| Rolling Stone | 50 найкращих альбомів 2019 року         | 23                | [ 59 ] |
| Uproxx        | Найкращі альбоми 2020 року              | 19                | [ 60 ] |

### Списки всіх часів
| Публікація    | Список                            | Ранг | Пос.   |
| ------------- | --------------------------------- | ---- | ------ |
| Rolling Stone | 500 найкращих альбомів усіх часів | 491  | [ 61 ] |

### Нагороди
| Рік      | Церемонія                   | Категорія                             | Результат   | Пос.   |
| -------- | --------------------------- | ------------------------------------- | ----------- | ------ |
| 2020 рік | Brit Awards                 | Альбом року                           | Номінований | [ 62 ] |
| 2020 рік | BreakTudo Awards (Бразилія) | Альбом року                           | Номінований | [ 63 ] |
| 2020 рік | Американська музична премія | Улюблений поп/рок альбом              | Перемога    | [ 64 ] |
| 2020 рік | ARIA Music Awards           | Кращий міжнародний артист (Fine Line) | Перемога    | [ 65 ] |
| 2020 рік | Датська музична премія      | Міжнародний альбом року               | Номінований | [ 66 ] |
| 2020 рік | LOS40 Music Awards          | Міжнародний альбом року               | Номінований | [ 67 ] |
| 2021 рік | премії Греммі               | Найкращий поп-вокальний альбом        | Номінований | [ 68 ] |
| 2021 рік | Нагорода Juno Awards        | Міжнародний альбом року               | Перемога    | [ 69 ] |

## Комерційне виконання
Fine Line дебютував на вершині американського Billboard 200, продавши 478 000 копій альбому (з них 393 000 — чистий продаж) за тиждень, що закінчився 19 грудня. Цей тиждень став найуспішнішим для поп-альбому серед усіх чоловіків-виконавців за останні чотири роки. Альбом Fine Line також досяг найбільшого тижня продажу серед британських виконавців-чоловіків з моменту появи Nielsen SoundScan і зробив Гаррі Стайлса першим британським виконавцем-чоловіком, який дебютував на першому місці з двома першими альбомами. За перший тиждень треки альбому загалом набрали 108,7 мільйонів прослуховувань у США. На другому тижні альбом залишився на першому місці в чарті, продавши ще 89 000 копій альбому, 47 000 з яких — чистий продаж, і став першим поп-альбомом, який провів два тижні на першому місці з часів альбому No.6 Collaborations Project Еда Ширана у серпні 2019 року. Згідно зі звітом Nielsen на кінець року, Fine Line був п'ятим за кількістю продажів альбомом року з чистим продажем — 458 000 примірників, з них 354 000 — фізичні копії. На третьому тижні альбом опустився на четверте місце в чарті, продавши за цей тиждень ще 54 000 одиниць. За четвертий тиждень альбом піднявся на третє місце в чарті, продавши ще 49 000 одиниць. 8 січня 2021 року альбом був сертифікований подвійною платиною Американською асоціацією звукозаписної промисловості (RIAA) для об'єднаних продажів та еквівалентів альбому в кількості двох мільйонів одиниць у Сполучених Штатах.
Після дебюту на 3 місці в чартах альбомів Великої Британії в грудні 2019 року, альбом досяг піка на 56-му тижні на 2 місці в топ-100 14 січня 2021 року, поступившись альбому Тейлор Свіфт Evermore. 16 жовтня 2020 року альбом отримав платиновий сертифікат Британської фонографічної індустрії (BPI) за продаж понад 300 000 одиниць у Великій Британії. Станом на початок 2021 року альбом розійшовся у Великій Британії тиражем понад 500 000 екземплярів.

## Трек-лист
Автори адаптовані з приміток до альбому.
| #     | Назва                        | Автор                                                          | Продюсер                      | Тривалість |
| ----- | ---------------------------- | -------------------------------------------------------------- | ----------------------------- | ---------- |
| 1.    | «Golden»                     | Гаррі Стайлс Thomas Hull [en] Mitch Rowland Tyler Johnson [en] | Johnson Kid Harpoon [c]       | 3:28       |
| 2.    | «Watermelon Sugar»           | Styles Hull Johnson Rowland                                    | Kid Harpoon Johnson           | 2:53       |
| 3.    | «Adore You»                  | Styles Hull Johnson Amy Allen                                  | Kid Harpoon Johnson [c]       | 3:27       |
| 4.    | «Lights Up»                  | Styles Hull Johnson                                            | Johnson Kid Harpoon [a]       | 2:52       |
| 5.    | «Cherry»                     | Styles Hull Johnson Sammy Witte Jeff Bhasker                   | Johnson Witte Kid Harpoon [a] | 4:19       |
| 6.    | «Falling»                    | Styles Hull                                                    | Kid Harpoon Johnson [a]       | 4:00       |
| 7.    | «To Be So Lonely»            | Styles Hull Rowland Johnson                                    | Kid Harpoon Johnson           | 3:12       |
| 8.    | «She»                        | Styles Hull Rowland Bhasker                                    | Kid Harpoon Johnson [c]       | 6:02       |
| 9.    | «Sunflower, Vol. 6»          | Styles Hull Greg Kurstin                                       | Kurstin                       | 3:41       |
| 10.   | «Canyon Moon»                | Styles Hull Rowland                                            | Kid Harpoon Johnson [a]       | 3:09       |
| 11.   | «Treat People with Kindness» | Styles Bhasker Ilsey Juber                                     | Bhasker                       | 3:17       |
| 12.   | «Fine Line»                  | Styles Hull Rowland Johnson Witte                              | Kid Harpoon Johnson           | 6:17       |
| 46:37 |                              |                                                                |                               |            |

## Чарти
| Чарт(2019—2021)                                      | Позиція |
| ---------------------------------------------------- | ------- |
| Argentine Albums (CAPIF)                             | 1       |
| Австралія Australian Albums (ARIA)                   | 1       |
| Австрія Austrian Albums (Ö3 Austria)                 | 4       |
| Бельгія Belgian Albums (Ultratop Flanders)           | 1       |
| Бельгія Belgian Albums (Ultratop Wallonia)           | 24      |
| Канада Canadian Albums (Billboard)                   | 1       |
| Croatia International Albums (HDU)                   | 1       |
| Чехія Czech Albums (ČNS IFPI)                        | 4       |
| Данія Danish Albums (Hitlisten)                      | 4       |
| Нідерланди Dutch Albums (MegaCharts)                 | 1       |
| Estonian Albums (Eesti Ekspress)                     | 2       |
| Фінляндія Finnish Albums (Suomen virallinen lista)   | 5       |
| French Albums (SNEP)                                 | 36      |
| Німеччина German Albums (Offizielle Top 100)         | 14      |
| Greek Albums (IFPI Greece)                           | 2       |
| Угорщина Hungarian Albums (MAHASZ)                   | 15      |
| Icelandic Albums (Tonlist)                           | 2       |
| Ірландія Irish Albums (IRMA)                         | 1       |
| Італія Italian Albums (FIMI)                         | 7       |
| Japan Hot Albums (Billboard Japan)                   | 63      |
| Японія Japanese Albums (Oricon)                      | 52      |
| Lithuanian Albums (AGATA)                            | 1       |
| Mexican Albums (AMPROFON)                            | 1       |
| Нова Зеландія New Zealand Albums (Recorded Music NZ) | 1       |
| Норвегія Norwegian Albums (VG-lista)                 | 2       |
| Польща Polish Albums (ZPAV)                          | 5       |
| Португалія Portuguese Albums (AFP)                   | 1       |
| Шотландія Scottish Albums (OCC)                      | 3       |
| Slovak Albums (ČNS IFPI)                             | 6       |
| South Korean Albums (Gaon)                           | 40      |
| Іспанія Spanish Albums (PROMUSICAE)                  | 6       |
| Швеція Swedish Albums (Sverigetopplistan)            | 1       |
| Швейцарія Swiss Albums (Schweizer Hitparade)         | 6       |
| Велика Британія UK Albums (OCC)                      | 2       |
| США Billboard 200                                    | 1       |

| Чарт(2019)                     | Позиція |
| ------------------------------ | ------- |
| Australian Albums (ARIA)       | 42      |
| Mexican Albums (AMPROFON)      | 24      |
| New Zealand Albums (RMNZ)      | 41      |
| UK Albums (OCC)                | 90      |
| US Top 10 Albums (Total Sales) | 5       |

| Чарт(2020)                         | Позиція |
| ---------------------------------- | ------- |
| Australian Albums (ARIA)           | 1       |
| Austrian Albums (Ö3 Austria)       | 12      |
| Belgian Albums (Ultratop Flanders) | 11      |
| Belgian Albums (Ultratop Wallonia) | 61      |
| Canadian Albums (Billboard)        | 2       |
| Danish Albums (Hitlisten)          | 8       |
| Dutch Albums (Album Top 100)       | 5       |
| French Albums (SNEP)               | 100     |
| German Albums (Offizielle Top 100) | 50      |
| Global Album All Format (IFPI)     | 5       |
| Hungarian Albums (MAHASZ)          | 42      |
| Icelandic Albums (Tonlist)         | 6       |
| Irish Albums (IRMA)                | 3       |
| Italian Albums (FIMI)              | 13      |
| Polish Albums (ZPAV)               | 33      |
| New Zealand Albums (RMNZ)          | 2       |
| Norwegian Albums (VG-lista)        | 6       |
| Portuguese Albums (AFP)            | 2       |
| Spanish Albums (PROMUSICAE)        | 10      |
| Swedish Albums (Sverigetopplistan) | 8       |
| Swiss Albums (Schweizer Hitparade) | 22      |
| UK Albums (OCC)                    | 2       |
| US Billboard 200                   | 4       |
| US Tastemakers Albums (Billboard)  | 5       |

## Сертифікати та продажі
| Регіон | Сертифікація  | Продажі    |
| --- | ------------- | ---------- |
| Австралія (ARIA)                                                                                           | Платиновий    | 70 000     |
| Бельгія (BEA)                                                                                              | Золотий       | 10 000     |
| Бразилія (ABPD)                                                                                            | 3× Платиновий | 120 000    |
| Канада (Music Canada)                                                                                      | 2× Платиновий | 160 000    |
| Данія (IFPI Denmark)                                                                                       | 2× Платиновий | 40 000     |
| Італія (FIMI)                                                                                              | 2× Платиновий | 100 000    |
| Нова Зеландія (RIANZ)                                                                                      | 3× Платиновий | 45 000     |
| Норвегія (IFPI Norway)                                                                                     | Платиновий    | 20 000*    |
| Іспанія (PROMUSICAE)                                                                                       | Платиновий    | 40 000     |
| Швеція (IFPI Sweden)                                                                                       | Платиновий    | 30 000     |
| Швейцарія (IFPI Switzerland)                                                                               | Золотий       | 10 000     |
| Велика Британія (BPI)                                                                                      | Платиновий    | 505,023    |
| США (RIAA)                                                                                                 | 2× Платиновий | 878,000[A] |
| *продажі, що базуються лише на сертифікаціях · продажі+прослуховування, що базуються лише на сертифікаціях |               |            |

- ↑ : обсяг продажів у США розраховано на основі звітів MRC за 2019 та 2020 роки.[159][160]

## Історія випуску
| Регіон | Дата                | Формат                           | Видання                          | Етикетка         | Пос.              |
| ------ | ------------------- | -------------------------------- | -------------------------------- | ---------------- | ----------------- |
| Різні  | 13 грудня 2019 року | Digital download streaming CD LP | Стандартний                      | Columbia Erskine | [ 7 ] [ 8 ] [ 9 ] |
| Різні  | 13 грудня 2019 року | компакт-диск                     | Делюкс                           | Columbia Erskine | [ 161 ]           |
| Різні  | 11 грудня 2020 року | LP                               | Вініловий набір на першу річницю | Columbia Erskine |                   |